# Pa Olvidarte
Pa Olvidarte is een nummer van Emma Heesters en Rolf Sanchez. Het is een cover van het gelijknamige nummer door de Colombiaanse hiphopgroep ChocQuibTown.
Het nummer werd voor het eerst door Heesters en Sanchez uitgevoerd bij het AVROTROS-programma Beste Zangers op 12 oktober 2019. Het nummer werd vervolgens op 18 oktober 2019 uitgebracht onder Cornelis Music. De single heeft in Nederland de vierdubbele platina status.

## Hitnoteringen
De single kwam zowel in de Nederlandse Top 40, alswel in de Single Top 100. In de 538 Top 50 haalde het nummer de 4de plaats. Anno 30 december 2019 staat het nummer nog in al deze hitlijsten.

### Nederlandse Top 40
| Hitnotering: 26-10-2019 t/m 14-03-2020 | Hitnotering: 26-10-2019 t/m 14-03-2020 | Hitnotering: 26-10-2019 t/m 14-03-2020 | Hitnotering: 26-10-2019 t/m 14-03-2020 | Hitnotering: 26-10-2019 t/m 14-03-2020 | Hitnotering: 26-10-2019 t/m 14-03-2020 | Hitnotering: 26-10-2019 t/m 14-03-2020 | Hitnotering: 26-10-2019 t/m 14-03-2020 | Hitnotering: 26-10-2019 t/m 14-03-2020 | Hitnotering: 26-10-2019 t/m 14-03-2020 | Hitnotering: 26-10-2019 t/m 14-03-2020 | Hitnotering: 26-10-2019 t/m 14-03-2020 | Hitnotering: 26-10-2019 t/m 14-03-2020 | Hitnotering: 26-10-2019 t/m 14-03-2020 | Hitnotering: 26-10-2019 t/m 14-03-2020 | Hitnotering: 26-10-2019 t/m 14-03-2020 | Hitnotering: 26-10-2019 t/m 14-03-2020 | Hitnotering: 26-10-2019 t/m 14-03-2020 | Hitnotering: 26-10-2019 t/m 14-03-2020 | Hitnotering: 26-10-2019 t/m 14-03-2020 | Hitnotering: 26-10-2019 t/m 14-03-2020 | Hitnotering: 26-10-2019 t/m 14-03-2020 | Hitnotering: 26-10-2019 t/m 14-03-2020 |
| Week:                                  | 1                                      | 2                                      | 3                                      | 4                                      | 5                                      | 6                                      | 7                                      | 8                                      | 9                                      | 10                                     | 11                                     | 12                                     | 13                                     | 14                                     | 15                                     | 16                                     | 17                                     | 18                                     | 19                                     | 20                                     | 21                                     |                                        |
| -------------------------------------- | -------------------------------------- | -------------------------------------- | -------------------------------------- | -------------------------------------- | -------------------------------------- | -------------------------------------- | -------------------------------------- | -------------------------------------- | -------------------------------------- | -------------------------------------- | -------------------------------------- | -------------------------------------- | -------------------------------------- | -------------------------------------- | -------------------------------------- | -------------------------------------- | -------------------------------------- | -------------------------------------- | -------------------------------------- | -------------------------------------- | -------------------------------------- | -------------------------------------- |
| Positie:                               | 27                                     | 11                                     | 5                                      | 4                                      | 4                                      | 3                                      | 3                                      | 2                                      | 2                                      | 2                                      | 2                                      | 3                                      | 4                                      | 6                                      | 7                                      | 8                                      | 11                                     | 13                                     | 20                                     | 28                                     | 40                                     | uit                                    |

### NederlandseSingle Top 100
| Hitnotering: 19-10-2019 t/m 26-12-2020 Hitnotering: 09-01-2021 t/m 10-04-2021 Hitnotering: 24-04-2021 t/m 15-05-2021 | Hitnotering: 19-10-2019 t/m 26-12-2020 Hitnotering: 09-01-2021 t/m 10-04-2021 Hitnotering: 24-04-2021 t/m 15-05-2021 | Hitnotering: 19-10-2019 t/m 26-12-2020 Hitnotering: 09-01-2021 t/m 10-04-2021 Hitnotering: 24-04-2021 t/m 15-05-2021 | Hitnotering: 19-10-2019 t/m 26-12-2020 Hitnotering: 09-01-2021 t/m 10-04-2021 Hitnotering: 24-04-2021 t/m 15-05-2021 | Hitnotering: 19-10-2019 t/m 26-12-2020 Hitnotering: 09-01-2021 t/m 10-04-2021 Hitnotering: 24-04-2021 t/m 15-05-2021 | Hitnotering: 19-10-2019 t/m 26-12-2020 Hitnotering: 09-01-2021 t/m 10-04-2021 Hitnotering: 24-04-2021 t/m 15-05-2021 | Hitnotering: 19-10-2019 t/m 26-12-2020 Hitnotering: 09-01-2021 t/m 10-04-2021 Hitnotering: 24-04-2021 t/m 15-05-2021 | Hitnotering: 19-10-2019 t/m 26-12-2020 Hitnotering: 09-01-2021 t/m 10-04-2021 Hitnotering: 24-04-2021 t/m 15-05-2021 | Hitnotering: 19-10-2019 t/m 26-12-2020 Hitnotering: 09-01-2021 t/m 10-04-2021 Hitnotering: 24-04-2021 t/m 15-05-2021 | Hitnotering: 19-10-2019 t/m 26-12-2020 Hitnotering: 09-01-2021 t/m 10-04-2021 Hitnotering: 24-04-2021 t/m 15-05-2021 | Hitnotering: 19-10-2019 t/m 26-12-2020 Hitnotering: 09-01-2021 t/m 10-04-2021 Hitnotering: 24-04-2021 t/m 15-05-2021 | Hitnotering: 19-10-2019 t/m 26-12-2020 Hitnotering: 09-01-2021 t/m 10-04-2021 Hitnotering: 24-04-2021 t/m 15-05-2021 | Hitnotering: 19-10-2019 t/m 26-12-2020 Hitnotering: 09-01-2021 t/m 10-04-2021 Hitnotering: 24-04-2021 t/m 15-05-2021 | Hitnotering: 19-10-2019 t/m 26-12-2020 Hitnotering: 09-01-2021 t/m 10-04-2021 Hitnotering: 24-04-2021 t/m 15-05-2021 | Hitnotering: 19-10-2019 t/m 26-12-2020 Hitnotering: 09-01-2021 t/m 10-04-2021 Hitnotering: 24-04-2021 t/m 15-05-2021 | Hitnotering: 19-10-2019 t/m 26-12-2020 Hitnotering: 09-01-2021 t/m 10-04-2021 Hitnotering: 24-04-2021 t/m 15-05-2021 | Hitnotering: 19-10-2019 t/m 26-12-2020 Hitnotering: 09-01-2021 t/m 10-04-2021 Hitnotering: 24-04-2021 t/m 15-05-2021 | Hitnotering: 19-10-2019 t/m 26-12-2020 Hitnotering: 09-01-2021 t/m 10-04-2021 Hitnotering: 24-04-2021 t/m 15-05-2021 | Hitnotering: 19-10-2019 t/m 26-12-2020 Hitnotering: 09-01-2021 t/m 10-04-2021 Hitnotering: 24-04-2021 t/m 15-05-2021 | Hitnotering: 19-10-2019 t/m 26-12-2020 Hitnotering: 09-01-2021 t/m 10-04-2021 Hitnotering: 24-04-2021 t/m 15-05-2021 | Hitnotering: 19-10-2019 t/m 26-12-2020 Hitnotering: 09-01-2021 t/m 10-04-2021 Hitnotering: 24-04-2021 t/m 15-05-2021 |
| Week: | 1 | 2 | 3 | 4 | 5 | 6 | 7 | 8 | 9 | 10 | 11 | 12 | 13 | 14 | 15 | 16 | 17 | 18 | 19 | 20 |
| --- | --- | --- | --- | --- | --- | --- | --- | --- | --- | --- | --- | --- | --- | --- | --- | --- | --- | --- | --- | --- |
| Positie: | 99 | 26 | 9 | 6 | 4 | 3 | 2 | 2 | 2 | 2 | 7 | 2 | 3 | 5 | 5 | 5 | 7 | 6 | 7 | 7 |
| Week: | 21 | 22 | 23 | 24 | 25 | 26 | 27 | 28 | 29 | 30 | 31 | 32 | 33 | 34 | 35 | 36 | 37 | 38 | 39 | 40 |
| Positie: | 6 | 8 | 10 | 13 | 16 | 19 | 21 | 22 | 22 | 21 | 23 | 24 | 26 | 26 | 33 | 38 | 48 | 49 | 57 | 53 |
| Week: | 41 | 42 | 43 | 44 | 45 | 46 | 47 | 48 | 49 | 50 | 51 | 52 | 53 | 54 | 55 | 56 | 57 | 58 | 59 | 60 |
| Positie: | 46 | 49 | 49 | 49 | 49 | 53 | 57 | 57 | 54 | 59 | 60 | 68 | 68 | 70 | 80 | 82 | 79 | 81 | 88 | 84 |
| Week: | 61 | 62 | 63 | | 64 | 65 | 66 | 67 | 68 | 69 | 70 | 71 | 72 | 73 | 74 | 75 | 76 | 77 | | 78 |
| Positie: | 83 | 88 | 85 | uit | 70 | 77 | 74 | 75 | 82 | 86 | 93 | 76 | 86 | 91 | 86 | 81 | 86 | 92 | uit | 99 |
| Week: | 79 | 80 | 81 | | | | | | | | | | | | | | | | | |
| Positie: | 95 | 100 | 93 | uit | | | | | | | | | | | | | | | | |

### NPO Radio 2 Top 2000
| Nummer met noteringen in de NPO Radio 2 Top 2000 | '20  | '21  |
| ------------------------------------------------ | ---- | ---- |
| Pa Olvidarte                                     | 1152 | 1795 |

1. ↑  Een vetgedrukt getal geeft de hoogste notering aan.
2. ↑  2020 was het eerste jaar met een notering voor dit nummer.
3. ↑  Deze tabel is bijgewerkt tot en met de laatste editie (2024).